# Ämina Bibossynowa
Ämina Bibossynowa (kasachisch Әмина Бибосынова Ämina Bibosynova; * 5. Dezember 2005) ist eine kasachische Fußballspielerin und seit dem Jahr 2024 A-Nationalspielerin.

## Karriere

### Vereine
Bibossynova spielte zunächst in der Saison 2023/24 für die Zweitvertretung des 1. FFC Turbine Potsdam in der drittklassigen Regionalliga Nordost. Sie debütierte im Seniorinnenbereich am 10. März 2024 (13. Spieltag) beim 2:0-Sieg im Auswärtsspiel gegen die Zweitvertretung des FC Carl Zeiss Jena über 90 Minuten. Ihr erstes von drei Saisontoren erzielte sie am 7. April 2024 (16. Spieltag) beim 3:2-Sieg im Heimspiel gegen den Magdeburger FFC mit dem Treffer zum 2:2 in der 46. Minute.
In der Folgesaison kam sie für den Ligakonkurrenten 1. FC Magdeburg in sieben von acht Spielen der Hinrunde, wie auch bei der 0:2-Niederlage gegen den Hamburger SV in der 1. Runde im Wettbewerb um den DFB-Pokal zum Einsatz, bevor sie im Januar 2025 nach Potsdam zurückkehrte. Im Zeitraum vom 9. März 2025 (12. Spieltag) bis zum 18. Mai 2025 (20. Spieltag) bestritt sie sechs Punktspiele und erzielte im letzten, bei der 1:5-Niederlage im Auswärtsspiel gegen den FC Viktoria 1889 Berlin mit dem Treffer zum 1:3 in der 74. Minute, ihr einziges Tor nach ihrer Rückkehr. Zum Ausklang der Bundesligasaison 2024/25 am 11. Mai 2025 wurde sie bei der 0:4-Niederlage im Auswärtsspiel gegen den 1. FC Köln in der 60. Minute für Marike Dommasch eingewechselt, womit sie ihr Debüt in der höchsten Spielklasse gab.

### Nationalmannschaft
Als Nationalspielerin für den QFF debütierte sie in der A-Nationalmannschaft, die das dritte Spiel der EM-Qualifikationsgruppe 4, der Liga C mit 1:2 gegen die Nationalmannschaft Armeniens in Armawir verlor. Drei weitere Gruppenspiele folgten am 4. Juni und am 12. und 16. Juli 2024 (4:1 vs. Armenien, 0:3 vs. Rumänien jeweils in Almaty, 0:0 vs. Bulgarien in Sofia). Im Wettbewerb der Nations League bestritt sie am 21. Februar und am 4. April 2025 das erste und dritte Spiel der Gruppe 3, der Liga C; in Esch an der Alzette gelang ein 2:2-Unentschieden gegen die Nationalmannschaft Luxemburgs, in Eschen gar ein 4:0-Sieg über die Nationalmannschaft Liechtensteins, gegen diese Mannschaft ihr auch ihr erstes Länderspieltor mit dem Treffer zum Endstand in der vierten Minute der Nachspielzeit gelang.